# Čechy pod Kosířem
Čechy pod Kosířem (deutsch Czech, 1939–1945: Tschech) ist eine 13 km  nordwestlich von Prostějov entfernte Gemeinde  mit 1000 Einwohnern unter dem Hügel Kosíř. Sie ist bekannt durch ihr klassizistisches  Schloss, ein Feuerwehrmuseum und ein Kutschenmuseum. Die Geschichte des Schlosses  ist mit dem Leben von  Josef Mánes  verbunden, der auf Einladung von Friedrich Graf von  Silva-Tarouca  in diesem  Hanna-Gebiet weilte.

## Sehenswürdigkeiten
- Schloss Čechy pod Kosířem
- Schlosspark mit Orangerie, Mánes-Pavillon, Aussichtsturm
- Kirche Johannes der Täufer
- Kapelle des hl. Florian am Dorfplatz
- Kapelle des hl. Josef

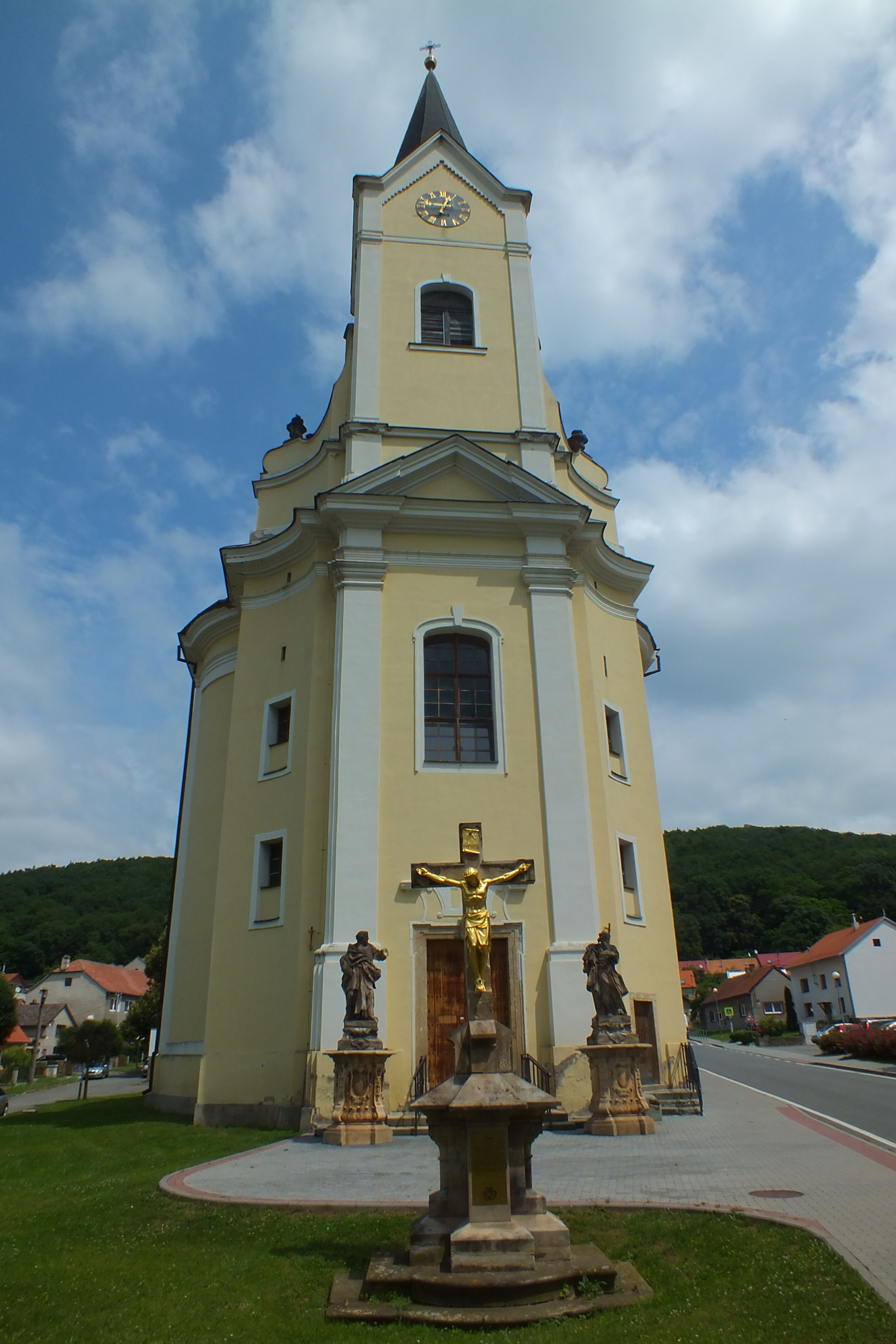
Kirche des hl. Johannes des Täufers
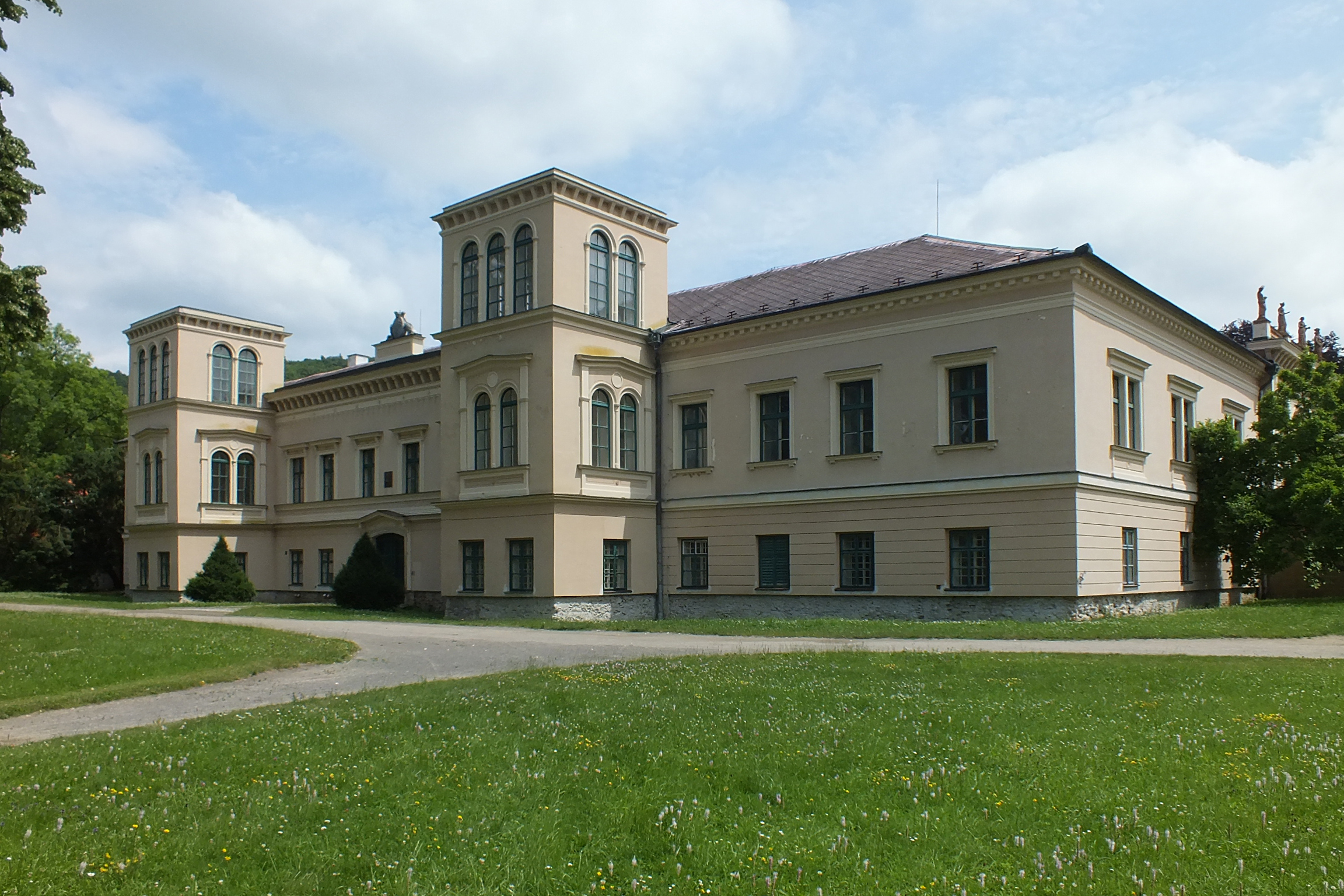
Schloss
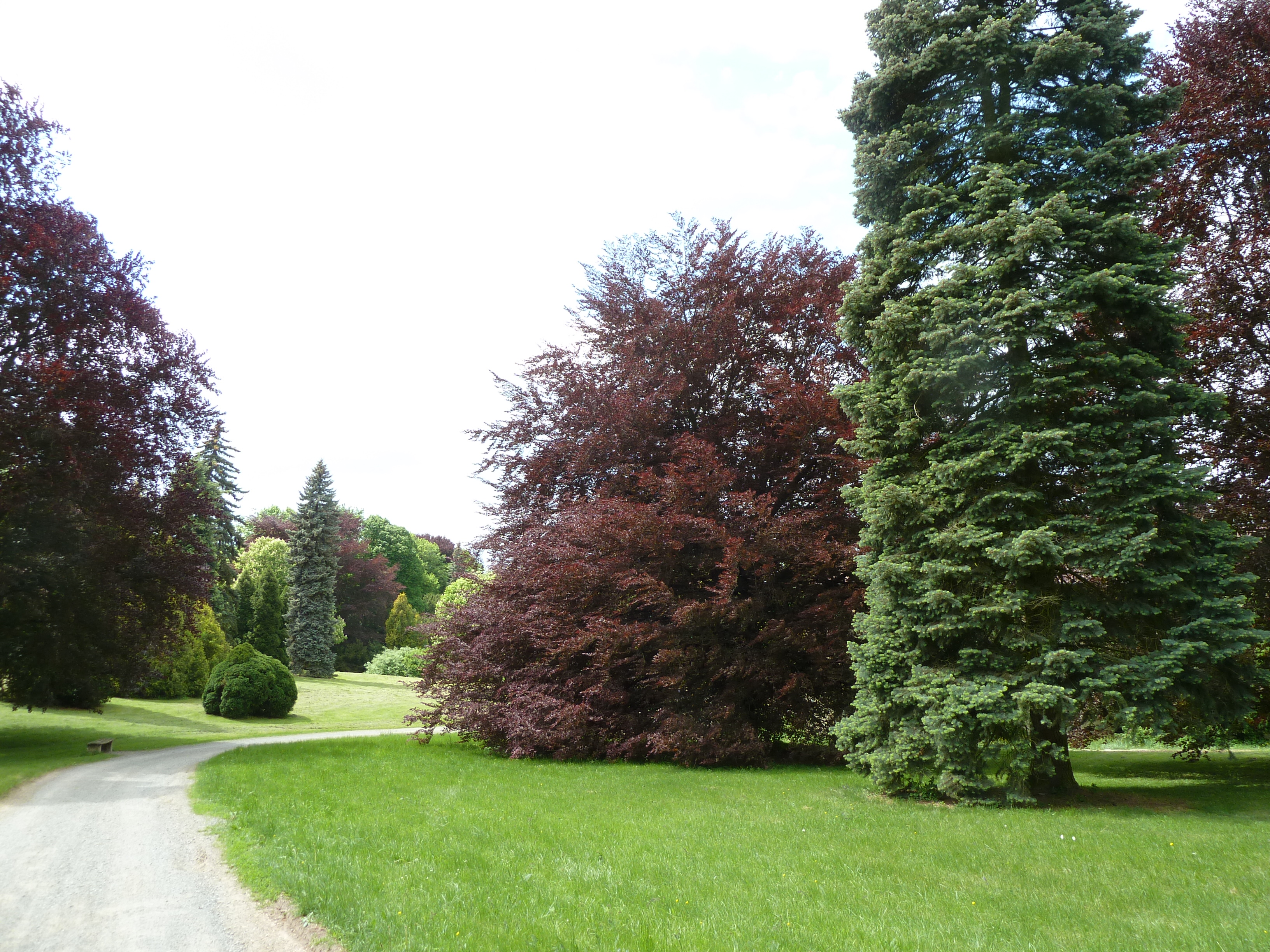
Schlosspark
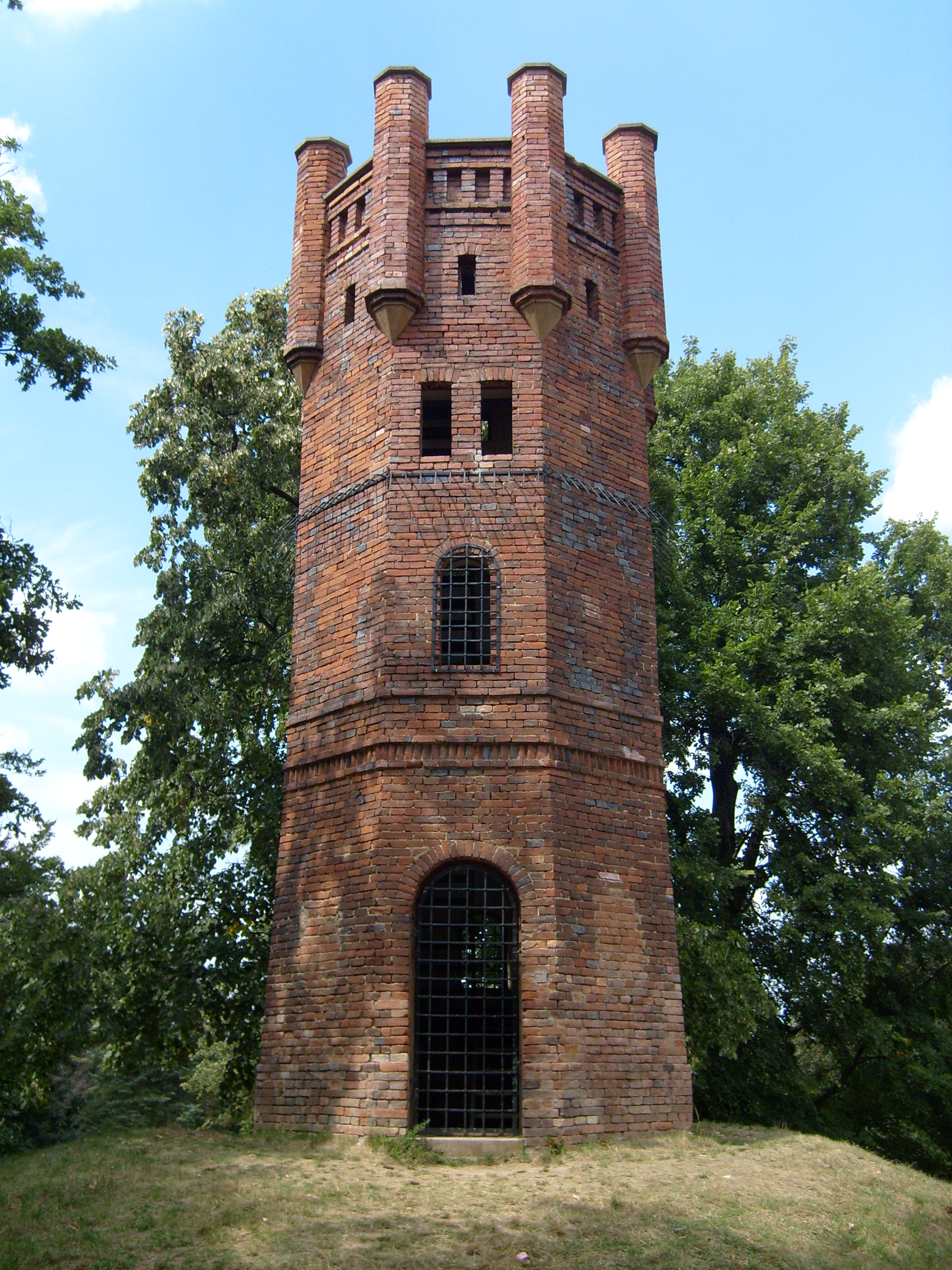
Aussichtsturm im Schlosspark
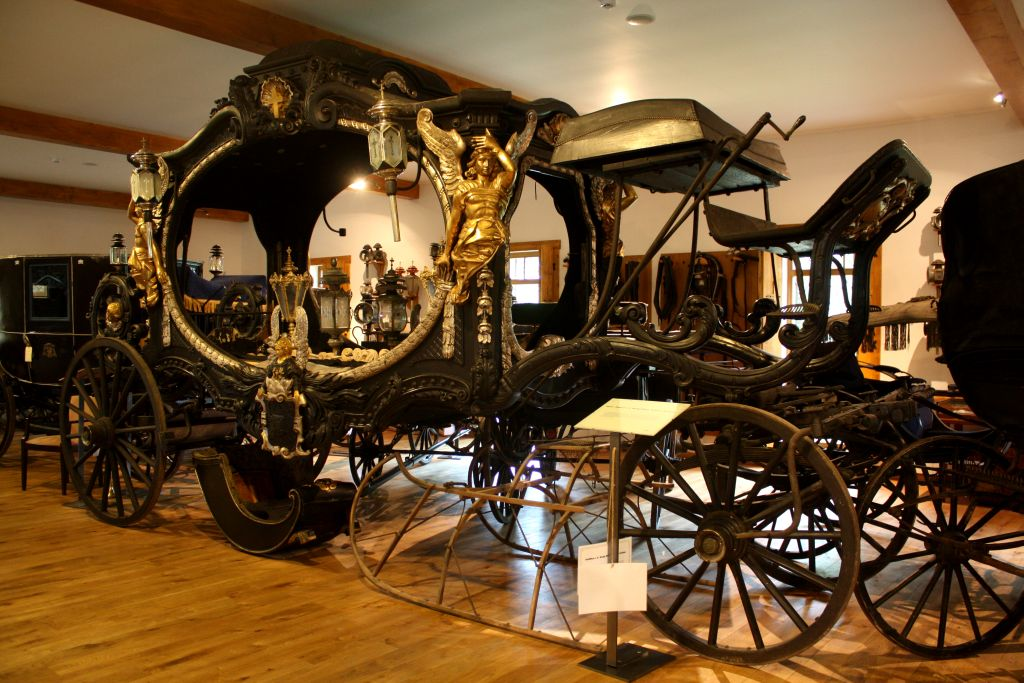
Begräbniskutsche im Schlossmuseum

## Persönlichkeiten
- Bedřich Hacar (1893–1963), tschechoslowakischer Architekt; geboren in Čechy